# International Union of Architects
International Union of Architects (Union internationale des Architectes, eller UIA) er en international NGO-organisation, der repræsenterer over én million arkitekter i 124 lande. International Union of Architects (UIA) blev grundlagt i Lausanne i Schweiz (1948), og hovedkvarteret ligger i Paris. UIA er anerkendt af flere FN-agenturer som værende den eneste organisation inden for sit felt, bl.a. af UNESCO, FN's bosætningsprogram, FN's økonomiske og sociale råd, UNIDO, WHO og WTO.

## Prisuddelinger
Siden 1961 har UIA uddelt fire priser hvert tredje år:
- Auguste Perret Prize, for teknologi anvendt til arkitektur.
- Sir Patrick Abercrombie Prize, for byplanlægning og regional udvikling.
- Jean Tschumi Prize, for arkitekturkritik eller til arkitektuddannelser.
- Sir Robert Matthew Prize, til forbedring af kvaliteten af boliger for mennesker.

Blandt tidligere modtagere af Sir Patrick Abercrombie Prize kan nævnes:
- 1961: Town Planning Service of the City of Stockholm (Sven Markelius og Göran Sidenbladh), Sverige.
- 1993: Jan Gehl, Danmark.

### UIA's guldmedalje
Siden 1984 har organisationen uddelt en guldmedalje for anerkendelsen af en arkitekt, der har udmærket sig professionelt.

## Internationale konkurrencer
Organisationen arrangerer ligeledes internationale designkonkurrencer til skabelsen af store arkitektoniske bygningsværker. Det har bl.a. resulteret i opførelsen af:
- Centre Georges Pompidou, Paris
- Indira Gandhi Centre, New Delhi
- Bibliothèque nationale de France, Paris
- National Museum of Seoul
- Pradomuseet, Madrid
- Operahuset i Sydney